# Pia Tjelta
Pia Merete Tjelta (Stavanger, 12 de setembro de 1977) é uma atriz norueguesa. Ela fez sua estréia no cinema em 2001 no filme Mongoland. Pia ganhou o prêmio Amanda em 2019 por seu trabalho no filme Blindsone.

## Filmografia
- Mongoland (2001) ... Pia
- Buddy (2003) ... Henriette
- Kvinnen i mitt liv (2003) ... Maria
- Monstertorsdag (2004) ... vendedora de batatas russa
- An Enemy of the People (2005) ... Petra
- 37 og et halvt (2005), Michelle
- 5 løgner (2007)
- Mars & Venus (2007) ... Ida
- Kodenavn Hunter (2008) (TV)
- Lønsj (2008) ... Heidi
- Varg Veum - Falne Engler (2008) ... Rebecca
- 90 minutes (2012) ... Elin
- Neste Sommer (2014-2019) ... Anki
- Blindsone (2018) ... Marie
- State of Happiness (2018, 2022) ... Ingrid Nyman
- Vikingane (2020) ... Cavaleira de Dragão
- Made in Oslo (2022) ... Elin